# Aleurothrixus myrtacei
Aleurothrixus myrtacei là một loài côn trùng cánh nửa trong họ Aleyrodidae, phân họ Aleyrodinae.
Aleurothrixus myrtacei được Bondar miêu tả khoa học đầu tiên năm 1923.